# 玄雨
玄雨（1980年5月31日—），本名黄宇，广东河源人，中国网络小说作者，作品有《梦幻空间》《小兵传奇》《孤独战神》及连载中的《八方战士》。

## 生平
- 1980年于广东河源出生，后在故乡先后就读小学、初中和师专，毕业后在某小学任教美术。据他本人表示，由于发现自己是一个很懒的人，觉得老师的职业不适合，于是转任自由撰稿人。
- 以下是玄雨个人原话的摘录：
- “终于发现教师的职业太不适合自己，我太懒。我们这些人都是日夜颠倒的，晚上工作，白天睡觉，睡到11点才起床。”——关于成为自由撰稿人的解释。
- “跟外界联系很少，比较不喜欢去麻烦人家，我就属于那种等待人家来找的那种，比较无声无息。”——关于自己的生活及创作状态。

## 作品
- 《梦幻空间》，创作于2001年，2003年6月14日连载完毕。总共18卷，最后一卷是《天地奇迹》。
- 《小兵传奇》，创作于2002年，2006年8月24日连载完毕。总共30卷，最后一卷是《宇宙一统》。
- 《孤独战神》，创作于2006年，2009年12月10日连载完毕。总共兩部34卷，最后一卷是《天下一统》。
- 《八方戰士》，创作于2009年，目前连载到第7卷。。
- 《合租奇緣》，创作于2010年，目前连载完毕,总共二百二十章,最后一章是《世界政府成立》。
- 《神武飛揚》，创作于2012年，目前连载中